# تاداهیکو اوئدا
تاداهیکو اوئدا (به انگلیسی: Tadahiko Ueda) بازیکن فوتبال اهل ژاپن و عضو تیم ملی فوتبال ژاپن است که در تاریخ ۰۲ اوت ۱۹۷۰ میلادی اولین بازی ملی‌اش را انجام داد. او در ۱۳ بازی ملی حضور داشت و آخرین بازی ملی خود را در تاریخ ۲۳ سپتامبر ۱۹۷۱ میلادی انجام داد. تاداهیکو اوئدا در بازی‌های ملی‌اش
۷ گل به ثمر رساند.